# Fulgenius
Fulgenius est un roi légendaire de l'île de Bretagne (actuelle Grande-Bretagne), dont l’« histoire » est rapportée par Geoffroy de Monmouth dans son Historia regum Britanniae (vers 1135).

## Contexte
Fulgenius est un souverain fictif de l'île de Bretagne mentionné par Geoffroy de Monmouth, comme l'un des 25 rois qui règnent entre la mort de Katellus [Cadell ap Geraint] et le règne d'Heli, c'est-à-dire: Beli Mawr. Il est le fils ainé et successeur de Cherin  et il a comme successeurs ses deux frères cadet Edadus et Andragius [Andryw]. Le nom correspondant dans le  Brut y Brennihed est Ffulgen, mais plusieurs manuscrits utilisent la forme Sulien, peut-être du fait d'une lecture erronée en  Sulgenius dans Historia regum Britanniae à comparer à  Fulgentius.

## Sources
- Geoffroy de Monmouth Histoire des rois de Bretagne, traduit et commenté par Laurence Mathey-Maille, Édition Les belles lettres, coll. « La roue à livres », Paris, 2004,  (ISBN 2-251-33917-5)
- (en) Peter Bartrum, A Welsh classical dictionary: people in history and legend up to about A.D. 1000, Aberystwyth, National Library of Wales, 1993 (ISBN 9780907158738), p. 302 FULGEN(T)IUS (2) son of CHERIN. Fictitious king of Britain